# Liegi-Bastogne-Liegi 2004
La Liegi-Bastogne-Liegi 2004, novantesima edizione della corsa, valida come prova della Coppa del mondo di ciclismo su strada 2004, fu disputata il 25 aprile 2004 per un percorso di 258,5 km. Fu vinta dall'italiano Davide Rebellin, al traguardo in 6h20'09" alla media di 40.8 km/h.
Dei 193 corridori alla partenza furono in 132 a portare a termine il percorso.

## Squadre partecipanti
| N.      | Cod. | Squadra                           |
| ------- | ---- | --------------------------------- |
| 1-8     | PHO  | Phonak Hearing Systems            |
| 11-18   | TMO  | T-Mobile Team                     |
| 21-28   | LOT  | Lotto-Domo                        |
| 31-38   | FAS  | Fassa Bortolo                     |
| 41-48   | QSD  | Quick Step-Davitamon              |
| 51-58   | RAB  | Rabobank                          |
| 61-68   | USP  | US Postal Service p/b Berry Floor |
| 71-78   | CSC  | Team CSC                          |
| 81-88   | ALB  | Alessio-Bianchi                   |
| 91-98   | EUS  | Euskaltel-Euskadi                 |
| 101-108 | FDJ  | fdjeux.com                        |
| 111-118 | SAE  | Saeco Macchine per Caffè          |
| 121-128 | LAM  | Lampre                            |

| N.      | Cod. | Squadra                            |
| ------- | ---- | ---------------------------------- |
| 131-138 | GST  | Gerolsteiner                       |
| 141-148 | CHO  | Chocolade Jacques-Wincor           |
| 151-158 | LAN  | Landbouwkrediet-Colnago            |
| 161-168 | BLB  | Brioches La Boulangère             |
| 171-178 | IBB  | Illes Balears-Banesto              |
| 181-188 | SDV  | Saunier Duval-Prodir               |
| 191-198 | LST  | Liberty Seguros                    |
| 201-208 | MRB  | Mr Bookmaker.com-Palmans           |
| 211-218 | A2R  | AG2R Prévoyance                    |
| 221-228 | C.A  | Crédit Agricole                    |
| 231-238 | VIN  | Vini Caldirola-Nobili Rubinetterie |
| 241-248 | DVE  | Domina Vacanze                     |

## Ordine d'arrivo (Top 10)
| Pos. | Corridore           | Squadra         | Tempo    |
| ---- | ------------------- | --------------- | -------- |
| 1    | Davide Rebellin     | Gerolsteiner    | 6h20'09" |
| 2    | Michael Boogerd     | Rabobank        | a 2"     |
| 3    | Aleksandr Vinokurov | T-Mobile        | a 4"     |
| 4    | Samuel Sánchez      | Euskaltel       | a 8"     |
| 5    | Erik Dekker         | Rabobank        | a 12"    |
| 6    | Matthias Kessler    | T-Mobile        | s.t.     |
| 7    | Michele Scarponi    | Domina Vac.     | s.t.     |
| 8    | Ivan Basso          | CSC             | s.t.     |
| 9    | Tyler Hamilton      | Phonak          | s.t.     |
| 10   | Ángel Vicioso       | Liberty Seguros | s.t.     |